# Liste der Biografien/Broz
Liste der Biografien |
Portal Biografien |
Personensuche
# |
A |
B |
C |
D |
E |
F |
G |
H |
I |
J |
K |
L |
M |
N |
O |
P |
Q |
R |
S |
T |
U |
V |
W |
X |
Y |
Z |
?
 
Ba |
Be |
Bd |
Bg |
Bh |
Bi |
Bj |
Bl |
Bm |
Bn |
Bo |
Br |
Bs |
Bu |
Bw |
By |
Bz
 
Bra |
Brc |
Brd |
Bre |
Brg |
Bri |
Brj |
Brk |
Brl |
Brn |
Bro |
Brp–Brt |
Bru |
Brv |
Bry |
Brz
 
Broa |
Brob |
Broc |
Brod |
Broe |
Brof |
Brog |
Broh |
Broi |
Broj |
Brok |
Brol |
Brom |
Bron |
Broo |
Brop |
Broq |
Bror |
Bros |
Brot |
Brou |
Brov |
Brow |
Brox |
Broy |
Broz
Die Liste der Biografien führt alle Personen auf, die in der deutschsprachigen Wikipedia einen Artikel haben. Dieses ist eine Teilliste mit 45 Einträgen von Personen, deren Namen mit den Buchstaben „Broz“ beginnt.

## Broz
- Brož, Antonín (* 1987), tschechischer Rennrodler
- Brož, František (1929–2018), tschechoslowakischer Sprinter
- Brož, Jaroslav (* 1906), tschechoslowakischer Radrennfahrer
- Brož, Jaroslav (1950–1975), tschechischer Weitspringer
- Broz, Josip Joška (1947–2025), serbischer Politiker (Kommunistische Partei, Serbien)
- Broz, Jovanka (1924–2013), jugoslawische Partisanin und vierte Ehefrau von Josip Broz TitoJovanka Broz (1924–2013)

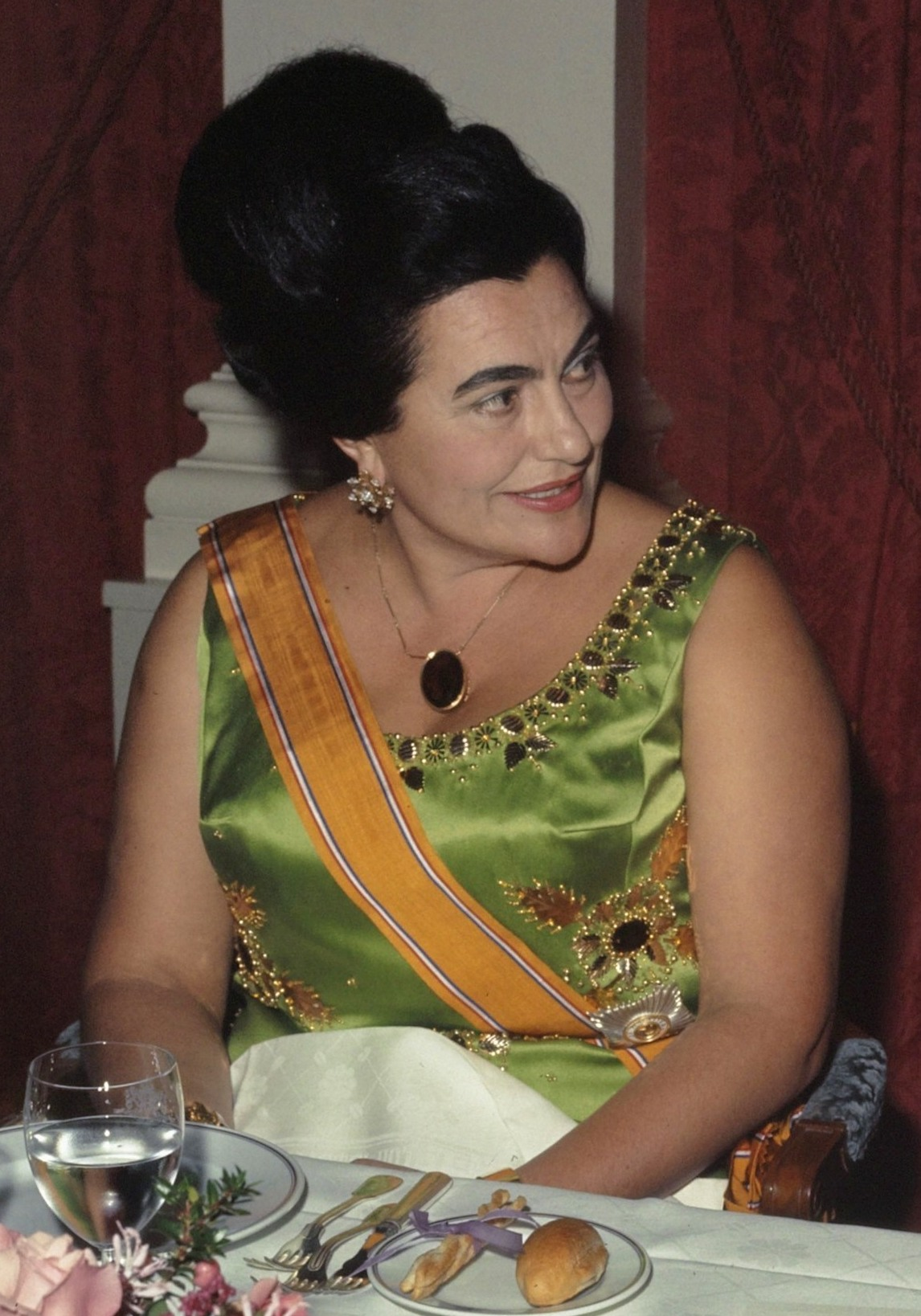
Jovanka Broz (1924–2013)

- Brož, Luděk (1922–2003), tschechischer Geistlicher, evangelischer Theologe
- Brož, Lukáš (* 1985), tschechischer Rennrodler
- Broź, Łukasz (* 1985), polnischer Fußballspieler
- Brož, Miroslav (* 1975), tschechischer Astronom
- Broz, Mišo (* 1941), kroatischer Diplomat
- Brož, Prokop (* 1972), tschechischer römisch-katholischer Geistlicher, Theologe, Weihbischof in Königgrätz

### Broza
- Broza, David (* 1955), israelischer Popsänger
- Brozat, Burkhard (* 1953), deutscher Liedtexter, Komponist und Musikproduzent

### Brozd
- Brózda, Olga (* 1986), polnische Tennisspielerin

### Broze
- Brozek, Conny (1934–2006), dänischer Designer und Dekorateur
- Brožek, Ferdinand (1896–1943), tschechoslowakischer Ruderer
- Brožek, Jiří (* 1947), tschechischer Filmeditor
- Brožek, Ladislav (* 1952), slowakischer Astronom und Asteroidenentdecker
- Brozek, Michael, deutscher Basketballspieler
- Brożek, Paweł (* 1983), polnischer Fußballspieler
- Brożek, Piotr (* 1983), polnischer Fußballspieler
- Brożek, Stanisław (* 1947), polnischer Forstwissenschaftler
- Brozel, Philipp (1868–1927), russisch-englischer Opernsänger (Tenor) und Gesangspädagoge
- Brozenich, Gary, Filmtechniker für visuelle Effekte

### Brozi
- Brožík, Václav (1851–1901), tschechischer Maler
- Brozincevic, Franz (1874–1933), kroatisch-schweizerischer Ingenieur und Konstrukteur
- Brozio, Dagmar (* 1964), deutsche Basketballspielerin
- Brozio, Oswald (* 1934), deutscher Basketball-Trainer

### Brozk
- Brožková, Dana (* 1981), tschechische Orientierungsläuferin

### Brozm
- Brozman, Bob (1954–2013), US-amerikanischer Gitarrist und Musikwissenschaftler

### Brozn
- Broznić, Nina (* 1991), kroatische Skilangläuferin
- Broznowski, Tom (* 1958), US-amerikanischer Radrennfahrer

### Brozo
- Brožová, Kateřina (* 1968), tschechische Schauspielerin und Sängerin
- Brožová-Polednová, Ludmila (1921–2015), tschechoslowakische Staatsanwältin
- Brozović, Ilija (* 1991), kroatischer Handballspieler
- Brozović, Marcelo (* 1992), kroatischer FußballspielerMarcelo Brozović (* 1992)

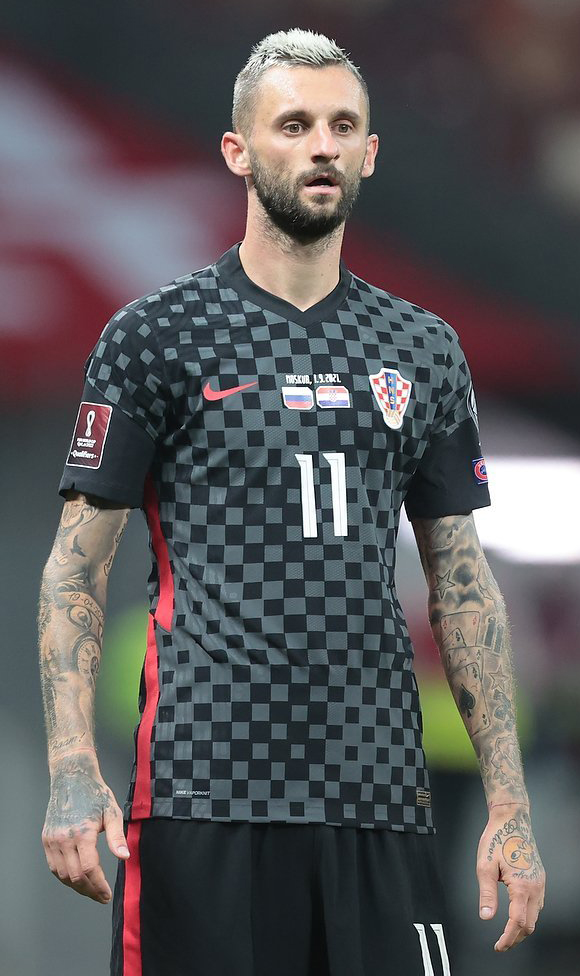
Marcelo Brozović (* 1992)

- Brozowski, Adolf von (1823–1905), preußischer Generalleutnant
- Brozowski, Wilhelm Fabian von (1788–1854), preußischer Generalmajor
- Brozowski, Wilhelm von (1852–1945), preußischer Generalmajor

### Brozu
- Brozulat, Dieter (* 1943), deutscher Fußballspieler
- Brozulat, Stefanie (* 1963), deutsche Fußballspielerin

### Brozy
- Brożyna, Tomasz (* 1970), polnischer Radrennfahrer

### Brozz
- Brozzetti, Jacques (* 1940), französischer Bauingenieur
- Brozzi, Juan Regis (1920–1987), argentinischer Fußballschiedsrichter